# 牡鹿町
牡鹿町（おしかちょう）は、宮城県東部、牡鹿半島の突端にかつて存在した町である。2005年4月1日に石巻地域1市6町で合併し、石巻市となった。

## 地理
宮城県東部、牡鹿半島に位置する町である。牡鹿半島の突端にあり、町内のほとんどが山地である。平地は少なく、リアス式の海岸地帯となっている。中心集落は鮎川であり、金華山への観光船もそこから出ている。
- 島嶼：金華山、網地島

## 歴史
- 1955年（昭和30年） 3月26日 - 鮎川町・大原村が合併して牡鹿町が発足。
- 1960年（昭和35年）5月24日 - チリ地震の津波により、死者1名などの被害が出る[1]。
- 1967年（昭和42年）4月 - 町章を制定する[2]。
- 1971年（昭和46年）- 牡鹿コバルトラインが開通[1]。
- 2005年（平成17年）4月1日 - 石巻市、桃生町、河南町、河北町、北上町、雄勝町と合併し、新制「石巻市」となる。

## 行政
- 最後の町長：木村冨士男

## 経済

### 産業
漁業が中心で、カキ、ホタテ、ホヤなどの産地として知られる。江戸時代以前には行われていなかったが、明治になってからしばらくの間は、工業資源などとして使われた鯨油目的のマッコウクジラをターゲットとした近海捕鯨の基地として栄えた。千葉資本の外房捕鯨がツチクジラ目的としての捕鯨基地をおいており、町民には調査捕鯨による鯨肉の配布が行われている。

## 地域
2004年8月の世帯数は1,914世帯であった。

## 教育
中学校
牡鹿町立鮎川中学校
牡鹿町立大原中学校
牡鹿町立寄磯中学校
牡鹿町立網長中学校(2000年3月閉校)
小学校
牡鹿町立鮎川小学校
牡鹿町立大原小学校
牡鹿町立谷川小学校
牡鹿町立寄磯小学校
牡鹿町立網長小学校(1997年4月休校→1999年3月閉校)

## 交通

### 鉄道
町内に鉄道路線は無いが、車を使った場合、最寄駅は女川駅もしくは隣接する石巻市にある渡波駅などがあげられる。

### 道路
- 県道
  - 宮城県道2号石巻鮎川線
  - 宮城県道41号女川牡鹿線
  - 宮城県道220号牡鹿半島公園線

## 名所・旧跡・観光スポット・祭事・催事

### 名所
- 金華山：三陸復興国立公園に指定されている。また、環境省選定の「かおり風景100選」に選ばれた。
- 十八成（くぐなり）海水浴場：近くに鳴き砂の浜がある。
- 網地白浜海水浴場
- おしかホエールランド
- 御番所公園

### 祭り
- 鯨まつり

## 出身有名人
- 安住淳 - 衆議院議員
- 阿部智 - 小説家
- 春日富士晃大 - 引退後は春日山親方→雷親方
- 遠藤正明 - 歌手
- 本間秋彦 - ローカルタレント

## 備考

### 平成の大合併について
牡鹿郡にあった牡鹿町は当初、同郡女川町との合併を検討していたが、2003年に女川町で行われた合併に関する住民意向調査の結果、6割以上が単独を選択し、牡鹿町との合併を望む声は2割未満であった。この結果をうけて牡鹿町は女川町との合併を断念し、牡鹿町は石巻市との合併する方針を決定して、2003年5月15日に石巻地区1市5町任意協議会（同日、石巻地区1市6町任意合併協議会に改称）へ加入した。
なお、1市6町の新設合併による石巻市の成立に伴って、旧自治体名を残したいという考えが強かった桃生郡雄勝町・同郡桃生町・同郡北上町は雄勝町雄勝や桃生町寺崎、北上町十三浜といったように域内の大字に旧自治体名を付したものに改めたが、牡鹿町は住民意向調査を行ったところ、圧倒的に「牡鹿町の名を付さないほうがよい」という結果が出たため、牡鹿町の大字は「牡鹿町」の文字が付されなかった。ただし、大字および字の字句は削除された。